# Playing with Fire (canción de Paula Seling y Ovi)
«Playing with Fire» es la canción representante de Rumania en el Festival de Eurovisión 2010, cantada po Paula Seling y Ovi, ocupó en 3.er lugar en la clasificación final del Festival.
«Playing with Fire» fue elegida como representante de Rumania el 6 de marzo de 2010.
| Predecesor: "The Balkan Girls" Elena Gheorghe | Rumania en el Festival de Eurovisión 2010 | Sucesor: "Change" Hotel FM |

- Datos: Q1026579